# Стобыхва
Стобыхва (укр. Стобихва) — село в Камень-Каширской городской общине Камень-Каширского района Волынской области Украины.
Население по переписи 2001 года составляет 81 человек. Почтовый индекс — 44571. Телефонный код — 3357. Занимает площадь 0,63 км².